# Dup15q
Das Dup15q-Syndrom ist die gebräuchliche Bezeichnung für das „Chromosom-15q11.2-q13.1-Duplikationssyndrom“. Es handelt sich dabei um eine genetisch bedingte, neurologische Erkrankung, die schätzungsweise bei einem von 15.000 Neugeborenen auftritt. Ein instabiler Bereich des q-Arms von Chromosom 15, die „Prader-Willi-/ Angelman-Syndrom-kritische Region“ (PWACR), wurde dabei mindestens einmal zusätzlich kopiert. Die Verdopplung muss die Region q11.2-13.1 enthalten, um als Dup15q-Syndrom identifiziert zu werden. Sie kann aber auch über diese Banden hinausgehen. Zu den Symptomen zählen unter anderem Muskelhypotonie, Epilepsie, kognitive und motorische Entwicklungsverzögerungen, sensorische Verarbeitungsstörungen und Autismus-Spektrum-Störungen. Das Dup15q-Syndrom ist die häufigste genetische Ursache für Autismus und macht etwa 1-3 % der Fälle aus.
Das Dup15q-Syndrom umfasst sowohl interstitielle Duplikationen (Int Dup 15) als auch isodizentrische Duplikationen (Idic15) der Genregion 15q11.2-13.1.
Wichtige Gene, die wahrscheinlich an der Ätiologie des Dup15q-Syndroms beteiligt sind, umfassen UBE3A, GABRA5, GABRB3 und GABRG3. UBE3A ist eine Ubiquitin-Protein-Ligase, die am Abbau von Proteinen beteiligt ist und eine wichtige Rolle bei der Funktionalität der Synapsen spielt. GABRA5, GABRB3 und GABRG3 sind Gamma-Aminobuttersäure-Typ-A-(GABAA)-Rezeptor-Gene und sind wahrscheinlich auch beim Dup15q-Syndrom relevant. Dies lässt sich angesichts der etablierten Rolle von GABA-Genen bei Autismus und Epilepsie schlussfolgern.

## Diagnose
Für die Diagnose des Dup15q-Syndroms und ähnlicher genetischer Störungen stehen genetische Testmethoden wie die Fluoreszenz-in-situ-Hybridisierung (FISH) und das chromosomale Microarray zur Verfügung.
Die Vielzahl an Namen, die bei Diagnosestellung verwendet werden, stiftet bei betroffenen Familien oftmals Verwirrung. Die internationalen Forscher verwenden in ihren wissenschaftlichen Berichten die Kurzform „Dup15q“ für folgende Störungen: isodizentrisches Chromosom 15 (Idic 15), partielle Tetrasomie 15q, überzähliges Markerchromosom 15 (SMC15), invertierte Duplikation 15 (Inv Dup15), interstitielle Triplikation, interstitielle Duplikation (Int Dup 15).
Mit zunehmender Verfügbarkeit von Gentests werden häufiger Duplikationen außerhalb der Region 15q11.2-13.1 diagnostiziert. Die Symptomatik von Mikroduplikationen oder Randduplikationen (bspw. 15q11.2 oder 15q13.1), die nicht die gesamte kritische Kernregion 15q11.2-13.1 umfassen, sind sehr unterschiedlich. Es ist also für die klinische und wissenschaftliche Forschungsarbeit wichtig, diese von dem Dup15q-Syndrom abzugrenzen.

## Symptomatik
Personen mit Dup15q-Syndrom weisen verschiedene Symptome auf. Dazu gehören Muskelhypotonie, Epilepsie, kognitive und motorische Entwicklungsverzögerungen, sensorische Verarbeitungsstörungen und Autismus-Spektrum-Störungen. Die Anfallsrate ist bei isodizentrischen Duplikationen (Idic 15) höher als bei interstitiellen Duplikationen (Int Dup 15). Begleiterkrankungen wie Magen-Darm-Probleme treten bei über 75 % der betroffenen Patienten auf.
Der Schweregrad der Entwicklungsstörungen variiert deutlich, so dass zwei Personen mit demselben Dup15q-Chromosomenmuster sich hinsichtlich ihrer Fähigkeiten sehr stark unterscheiden können. Bewertungen der wissenschaftlichen Literatur zeigen keine offensichtliche Korrelation zwischen der Größe der duplizierten Region und der Schwere der Symptome.
Eine Studie an der University of California in Los Angeles (UCLA) an 13 Kindern mit Dup15q-Syndrom und 13 Kindern mit nicht-syndromaler Autismus-Spektrum-Störung (d. h. Autismus, der nicht durch eine bekannte genetische Störung verursacht wurde) ergab, dass Kinder mit Dup15q im Vergleich zu Kindern mit nicht-syndromalem Autismus einen signifikant höheren Schweregrad des Autismus hatten. Dies wurde anhand der ADOS-Kriterien (Autism Diagnostic Observation Schedule) gemessen. Alle Kinder in der Studie erfüllten die diagnostischen Kriterien für eine Autismus-Spektrum-Störung. Kinder mit Dup15q-Syndrom hatten jedoch signifikant größere motorische Beeinträchtigungen und Beeinträchtigungen der Selbstversorgungsfähigkeiten als Kinder in der nicht-syndromalen Autismus-Gruppe. Innerhalb der Dup15q-Syndrom-Kohorte wiesen Kinder mit Epilepsie eine stärkere kognitive Beeinträchtigung auf.

## Genetik
Das Dup15q-Syndrom gehört zu den Chromosom-15q-Störungen. Die Störung wird durch eine Variation der Kopienzahl bestimmter Gene auf dem q-Arm des 15. Chromosoms verursacht.
Die Duplikationen, die unter das Dup15q-Syndrom fallen, treten am häufigsten in einer von zwei Formen auf:
1. ein zusätzliches isodizentrisches Chromosom 15 (Idic 15) mit zwei extra Kopien der Region 15q11.2-q13.1 (partielle Tetrasomie) in 60-80 % der Fälle;
2. eine interstitielle Duplikation 15 (Int Dup 15), mit einer extra Kopie der Region 15q11.2-q13.1 (partielle Trisomie) in 20-40 % der Fälle.

Isodizentrische Duplikationen weisen ein extranumerisches Chromosom auf, das die zusätzlichen Gene enthält. Interstitielle Duplikationen weisen diese zusätzlichen Genkopien innerhalb des mütterlichen Allels von Chromosom 15 neben den "ursprünglichen" Kopien auf.
Weitere Varianten der Duplikationen sind möglich:
- eine isodizentrische Hexasomie 15q mit vier extra Kopien der Region 15q11.2-q13.1
- Idic 15 Mosaik, d. h. nicht alle Zellen des Körpers sind betroffen
- eine interstitielle Triplikation 15 mit zwei extra Kopien der Region 15q11.2-q13.1.
- eine asymmetrische Variante des isodizentrischen Chromosoms oder der interstitiellen Triplikation, in dem Falle liegt eine Tetrasomie 15q11.2-q13.2 und Trisomie 15q13.2-13.3 vor (in 10-15 % der Fälle von Idic 15 oder der interstitiellen Triplikation)

Viele wichtige Gene in der Region 15q11.2-13.1 spielen wahrscheinlich eine entscheidende Rolle in der Ätiologie des Dup15q-Syndroms. UBE3A ist das verursachende Gen des Angelman-Syndroms und wurde mit Autismus in Verbindung gebracht. Es ist am Proteinabbau über den Ubiquitin-Weg beteiligt und spielt auch eine wichtige Rolle bei der synaptischen Funktion. GABRA5, GABRB3 und GABRG3 codieren die α5-, β3- und γ3-Untereinheiten der GABAA-Rezeptoren. Da GABA der hauptsächliche inhibitorische Neurotransmitter des menschlichen Gehirns ist, ist es wahrscheinlich, dass Duplikationen dieser GABAA-Rezeptorgene die inhibitorische neurale Übertragung beim Dup15q-Syndrom beeinflussen oder stören.

## EEG-Biomarker
Patienten mit Dup15q-Syndrom weisen eine charakteristische Elektroenzephalographie (EEG)-Signatur oder einen Biomarker in Form von spontanen Beta-Frequenzschwingungen (12–30 Hz) mit hoher Amplitude auf. Diese EEG-Signatur wurde zuerst als qualitatives Muster in klinischen EEG-Messungen festgestellt und später von Forschern der UCLA und ihren Mitarbeitern innerhalb des Netzwerks nationaler Dup15q-Kliniken quantitativ beschrieben. Diese Forschergruppe fand heraus, dass die Beta-Aktivität bei Kindern mit Dup15q-Syndrom signifikant höher ist als bei (1) gesunden, sich typischerweise entwickelnden Kindern gleichen Alters und (2) Kindern gleichen Alters und IQ mit Autismus, der nicht durch eine bekannte genetische Störung verursacht wurde (d. h. nicht-syndromaler Autismus). Die EEG-Signatur scheint fast identisch mit Beta-Oszillationen zu sein, die durch Benzodiazepine induziert werden, die GABAA-Rezeptoren modulieren. Dies deutet darauf hin, dass die Signatur durch die Überexpression der duplizierten GABAA-Rezeptorgene GABRA5, GABRB3 und GABRG3 angetrieben wird. Die Überwachung der Behandlung und die Identifizierung molekularer Krankheitsmechanismen kann durch diesen Biomarker erleichtert werden.

## Interessenvertretung
Der Dup15q e.V. ist eine Selbsthilfegruppe für betroffene, deutschsprachige Familien in Deutschland, Österreich und der Schweiz. Der Verein bietet betroffenen Familien Informationen über das Syndrom und Unterstützung bei Alltagsthemen durch eine informative Webseite, ein Willkommensbuch/-ratgeber, Newsletter und eine Mitgliederzeitschrift. Der Dup15q e.V. organisiert jährlich ein überregionales Familientreffen mit Workshops und Präsentationen, bei denen sich betroffene Familien austauschen können. Zudem setzt sich der Verein auch für eine spezialisierte Versorgung und ein Patientenregister für Betroffene ein.